# La Mer à boire (film, 1963)
Pour les articles homonymes, voir La Mer à boire.
Pour plus de détails, voir Fiche technique et Distribution.
La Mer à boire (titre original : Mare matto) est un film franco-italien réalisé par Renato Castellani, sorti en 1963.

## Synopsis
A Gênes, les fils Parenti vivotent de combines. Benedetto subvient aux besoins de la famille. Il trouve un emploi grâce à Marguerite, maitresse du Livournais. Malgré de mauvaises conditions, ils doivent embarquer et prendre la mer. Le père Parenti est le capitaine du bateau qui doit livrer une cargaison de vin.

## Fiche technique
- Titre original : Mare matto
- Titre français : La Mer à boire
- Réalisation : Renato Castellani
- Scénario : Renato Castellani, Leonardo Benvenuti et Piero De Bernardi
- Photographie : Antonio Secchi
- Montage : Jolanda Benvenuti
- Musique : Carlo Rustichelli
- Direction artistique : Carlo Leva
- Producteur : Franco Cristaldi
- Sociétés de production : Lux Film, Vides Cinematografica, Les Films Ariane
- Pays d’origine :  Italie |  France
- Langue : Italien
- Format : Noir et blanc — 35 mm — Son : Mono
- Genre : Comédie dramatique
- Durée : 120 minutes
- Dates de sortie : 
  -  Italie : 1er septembre 1963 (Mostra de Venise) / 13 septembre 1963 (sortie nationale)
  -  France : 3 juin 1964

## Distribution
- Jean-Paul Belmondo (VF : lui-même) : le Livournais
- Gina Lollobrigida (VF : elle-même) : Margherita
- Tomás Milián : Efisio
- Noël Roquevert : l'avocat
- Odoardo Spadaro (VF : Louis Arbessier) : Drudo Parenti
- Piero Morgia : Benedetto Lo Russo
- Vincenzo Musolino : Spadavecchia
- Anita Durante (VF : Helene Tossy) : Rosaria Lo Russo
- Michele Abruzzo (VF : Albert Augier) : Oreste
- Rossana Di Rocco : Nedda Lo Russo
- Daniela Igliozzi : Marie Angèle
- Bruno Scipioni : un pensionnaire
- Lamberto Maggiorani : un marin
- Tano Cimarosa : un frère Castelluzzo
- Adelmo Di Fraia : un pensionnaire
- et avec les voix de : Jacques Deschamps (Riccio Lo Russo) , Jean-Henri Chambois (le juge) , Fernand Rauzena (un frère Castelluzzo) , Jacques Dynam (Beniamino) , Albert Augier (Raphael)

## Sortie et accueil
Sorti en fin d'année 1963 en Italie, La Mer à boire totalise 300 millions de lires, soit environ 1,5 million de spectateurs. En France, où il est distribué en salles en juin 1964, le long-métrage passe inaperçu, avec seulement 344 382 entrées en fin d'exploitation,.